# Judo vid olympiska sommarspelen 1964
Resultat från tävlingarna i judo under olympiska sommarspelen 1964.

## Medaljsummering

### Medaljtabell
| Pl.    | Nation                 | Guld | Silver | Brons | Totalt |
| ------ | ---------------------- | ---- | ------ | ----- | ------ |
| 1      | Japan                  | 3    | 1      | 0     | 4      |
| 2      | Nederländerna          | 1    | 0      | 0     | 1      |
| 3      | Tysklands förenade lag | 0    | 1      | 1     | 2      |
| 4      | Kanada                 | 0    | 1      | 0     | 1      |
| 4      | Schweiz                | 0    | 1      | 0     | 1      |
| 6      | Sovjetunionen          | 0    | 0      | 4     | 4      |
| 7      | Australien             | 0    | 0      | 1     | 1      |
| 7      | Sydkorea               | 0    | 0      | 1     | 1      |
| 7      | USA                    | 0    | 0      | 1     | 1      |
| Totalt | Totalt                 | 4    | 4      | 8     | 16     |

### Herrar
| Event                          | Guld                        | Silver                                  | Brons                                                              |
| Lättvikt (68 kg) Detaljer...   | Takehide Nakatani Japan     | Eric Hänni Schweiz                      | Ārons Bogoļubovs Sovjetunionen Oleg Stepanov Sovjetunionen         |
| Mellanvikt (80 kg) Detaljer... | Isao Okano Japan            | Wolfgang Hofmann Tysklands förenade lag | James Bregman USA Kim Eui-Tae Sydkorea                             |
| Tungvikt (+80 kg) Detaljer...  | Isao Inokuma Japan          | Doug Rogers Kanada                      | Parnaoz Tjikviladze Sovjetunionen Anzor Kiknadze Sovjetunionen     |
| Öppen klass Detaljer...        | Anton Geesink Nederländerna | Akio Kaminaga Japan                     | Theodore Boronovskis Australien Klaus Glahn Tysklands förenade lag |

## Deltagande nationer
72 judokor från 27 länder deltog.
- Argentina (3)
- Australien (4)
- Österrike (3)
- Brasilien (1)
- Kanada (1)
- Costa Rica (2)
- Frankrike (4)
- Tysklands förenade lag (4)
- Storbritannien (4)
- Irland (1)
- Italien (2)
- Japan (4)
- Malaysia (1)
- Mexiko (3)
- Nederländerna (4)
- Panama (1)
- Filippinerna (4)
- Portugal (1)
- Taiwan (4)
- Sydkorea (4)
- Sovjetunionen (3)
- Schweiz (1)
- Thailand (3)
- Tunisien (1)
- USA (5)
- Venezuela (1)
- Vietnam (3)